# Berbertalen

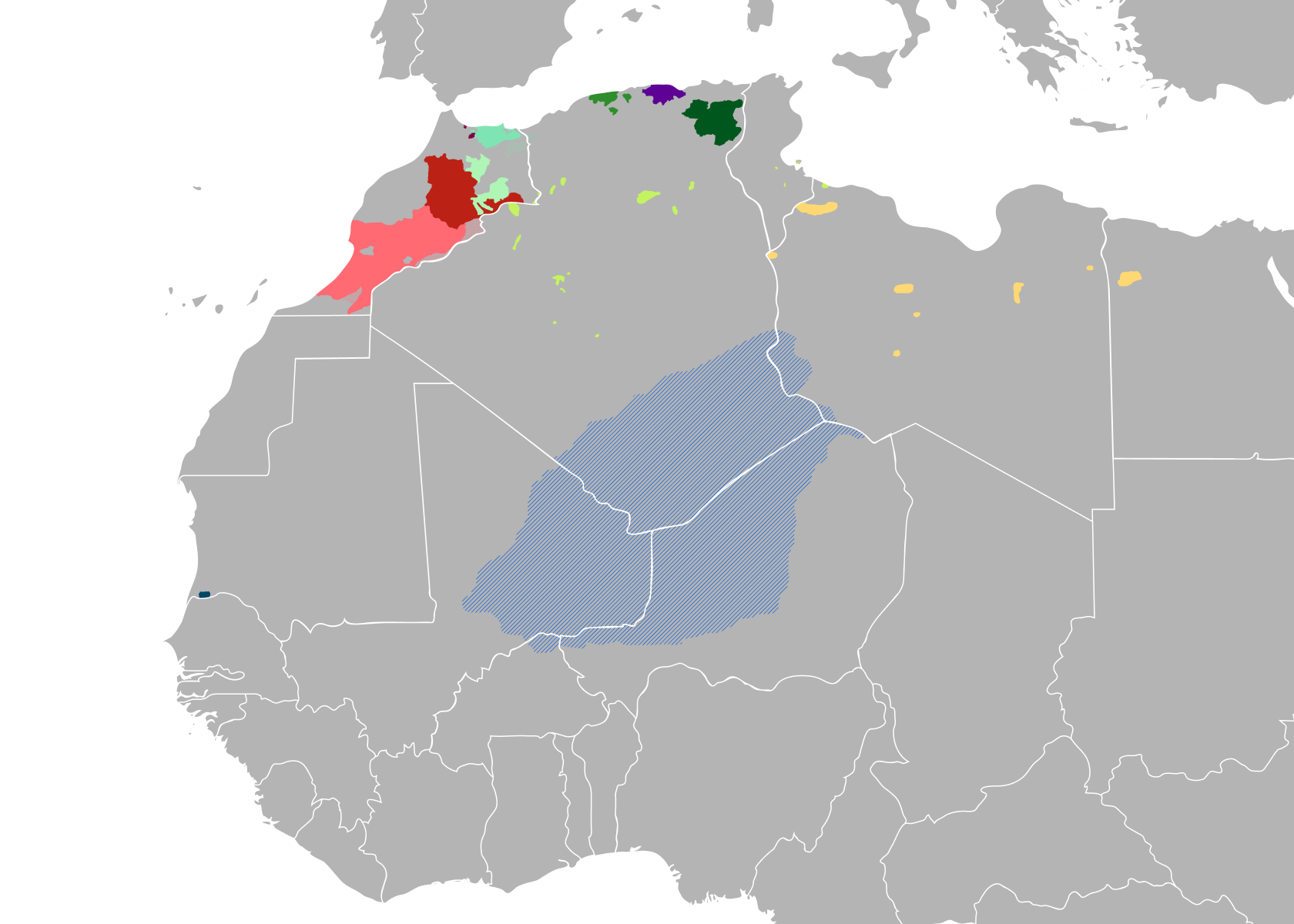
Hedendaagse verspreiding van Berbertalen in Noord-Afrika.
Noordelijk Berbers
Kabylisch
Atlas
Midden Atlas Tamazight
Tashelhiyt
Senhaja de Sriar & Ghomara Tamazight
Zenati
Riffijns
Ait Seghrouchen & Ait Warayn Tamazight
Chenoui
Chaoui
Andere Zenati talen (Mzab-Wargla, Zuwara, Oost-Zenati)
Westelijk Berbers
Zenaga
Oostelijk Berbers
Oostelijke Berbertalen (Siwi, Nafusi, Sokna, Ghadamès, Awjila)
Toeareg
Toeareg (Tamahaq, Tamasheq)

De Berbertalen, ook bekend als het Berbers of Tamazight, is een taal of een groep verwante talen die een tak van de Afro-Aziatische taalfamilie vormen en worden gesproken in 10 landen in Noord-Afrika. Het taalgebied strekt zich uit van Marokko in het westen tot en met het Egyptische Siwa in het oosten, en van de Middellandse Zee in het noorden tot Niger in het zuiden. De meeste sprekers bevinden zich echter in Marokko, Algerije en Libië.
De Noord-Afrikaanse taal wordt gesproken door ongeveer de helft van de Marokkanen, een derde van de Algerijnen en een vijfde van de Libiërs. Het totaal aantal sprekers van de talen is moeilijk te bepalen omdat veel landen in de Maghreb geen gegevens over taal opnemen in hun volkstellingen. Het aantal wordt geschat tussen de dertig en veertig miljoen, exclusief de kleinere groepen die onder andere wonen in Tunesië, Mali, maar ook in Spanje, Frankrijk, Nederland, België, Canada en de VS.

## Naam
Tamazight is de eigennaam voor de taal van de mensen die zichzelf Imazighen noemen, dat wil zeggen, 'vrije mensen'. Het mannelijk enkelvoud van Imazighen is Amazigh, het vrouwelijk enkelvoud is Tamazight; omdat de taal als vrouwelijk wordt gezien, heet zij Tamazight. De overeenkomstige term bij de Toeareg is, afhankelijk van het dialect, Tamasheq/Tamahaq/Tamajaq.
De naam die de meeste Europese talen aan Imazighen geven is Berber, meervoud Berbers. In het Nederlands is de taalnaam Berbers of (minder gebruikelijk) Berber; de Nederlandse Taalunie erkent Amazigh als alternatieve Nederlandse taalnaam. Omdat er geen uniforme Berbertaal is, maar een groot aantal variëteiten, is het beter om in het meervoud te spreken van Berbertalen (mag ook geschreven worden als Berber-talen). De term Berber is verwant aan het Nederlandse 'barbaar' en het Arabische woord barbry (بربري): deze woorden gaan terug op het Griekse (βάρβαρος), waarmee de oude Grieken alle volken aanduidden die geen Grieks spraken. Van de 16e tot in de 19e eeuw werden de kustgebieden van Noord-Afrika "Barbarije" genoemd in het Nederlands, door de associatie met de zogeheten Barbarijse zeerovers. Omdat het woord barbaar ook wel wordt geassocieerd met onbeschaafdheid, wordt het door sommige Imazighen ervaren als geringschattend en derhalve vermeden ten gunste van Tamazight.

## Classificatie

Afro-Aziatische talen

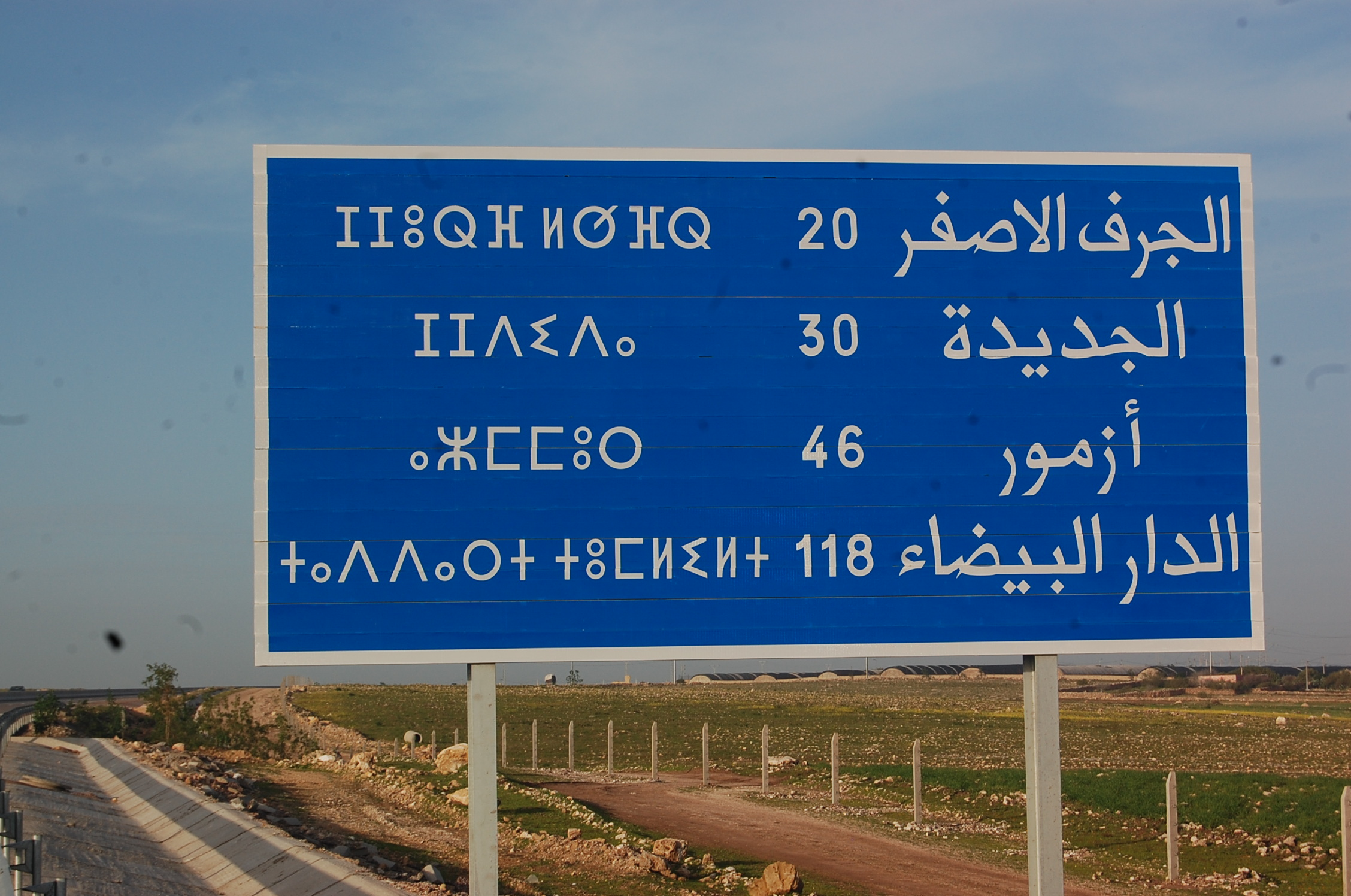
Tweetalig Arabisch - Berbers verkeersbord in Marokko

De talen worden algemeen geclassificeerd als een van de takken van de Afro-Aziatische taalfamilie (andere talengroepen in deze taalfamilie zijn bijvoorbeeld Semitisch, Koesjitisch, Oudegyptisch, Koptisch en Tsjadisch).
Al in de negende eeuw zag de Hebreeuwse (Joodse) grammaticus Judah ibn Quraysh van Tiaret een verband tussen de Berbertalen en de Semitische talen (Arabisch, Hebreeuws, Aramees). In 1876 kwam Friedrich Müller met de hypothese van een Hamito-Semitische taalfamilie; de Berbertalen bevonden zich volgens hem in de Hamitische groep samen met bijvoorbeeld Egyptisch en Koesjitisch. Marcel Cohen (1950) verwierp de idee van een aparte 'Hamitische' groep en werd daarin bevestigd door Joseph Greenberg, die daarom in zijn boek The Languages of Africa (1963) een nieuwe naam voor de familie voorstelde: Afro-Aziatisch. Die naam wordt het meest gebruikt tot op heden.
In het verleden is door arabisten weleens gesuggereerd dat de Berbers uit Jemen gemigreerde Arabieren zouden zijn, en dat de Berbertalen een verbasterde vorm van het Arabisch waren. Mustapha Ouachi beweerde daarentegen dat de Semitische talen mogelijk juist aftakkingen waren van deze talengroep. In de moderne taalkunde worden beide standpunten verworpen.

## Subclassificatie
In de 19e eeuw, toen nog maar weinig Berbertalen gedetailleerd beschreven waren, werd soms gesproken van het Berbers alsof het om één taal zou gaan. De kolonisatie van delen van Noord-Afrika door Frankrijk bracht meer taalkundige interesse voor de Berbertalen met zich mee. Taalvergelijkend onderzoek heeft sindsdien uitgewezen dat de Berbertalen onderverdeeld kunnen worden in verschillende groepen. Het Berbers valt volgens Maarten Kossmann (1999) uiteen in twee dialectcontinua, noordelijk Berbers en Tamashek (de taal van de Toeareg-nomaden), en een aantal geïsoleerde talen:
- Nefusa-Siwatalen (in de Siwa oase, Egypte)
- Ghadames-Awjilatalen (in Ghadames, Libië)
- Noordelijke Berbertalen (Tamazight)
  - Zenatitalen (Marokko, Algerije, Libië en Tunesië)
    - Tarifit of Riffijns (Noord-Marokko)
    - Tamazight van de Midden-Atlas (Midden-Marokko)
    - Tashelhiyt (Zuid-Marokko)
    - Kabylisch (Noord-Algerije]

  - Toearegtalen (of Tamasheq, Tamahaq, Tamajaq) (Zuid-Algerije, Niger, Mali, Zuid-Libië)
- Zenaga (Noord-Mauritanië)

Guanche, een uitgestorven taal die voor de kolonisatie op de Canarische Eilanden gesproken werd, wordt op grond van de overgebleven inscripties en de weinige woorden die nog in gebruik zijn beschouwd als een Berbertaal. Tot welke tak van de Berbertalen het behoorde is niet meer met zekerheid vast te stellen.
Het noordelijk Berbers is vooral op het gebied van de woordenschat behoorlijk beïnvloed door het Arabisch, dat naar Noord-Afrika gebracht werd door de islamitische expansie in de zevende eeuw. De Toeareg-nomaden verzetten zich tegen de invloed van de arabisering en dat verzet, samen met het feit dat ze een geïsoleerd leven leidden, had tot gevolg dat de verschillende Toeareg-dialecten aanmerkelijk minder invloed ondergingen van het Arabisch en andere talen. Wanneer Toeareg 'de meeste zuivere vorm van Berber' wordt genoemd, wordt dus bedoeld dat het waarschijnlijk de minste externe invloeden heeft ondergaan.
Maarten Kossmann (1999) heeft een begin gemaakt met het reconstrueren van het Protoberbers op grond van historisch vergelijkend taalkundig onderzoek van een groot aantal varianten van het Berbers. Maarten Kossman spreekt vloeiend Riffijns-Berbers en reisde door Marokko om daar Berbersprookjes op te nemen. De verhalen die de bevolking vertelde, zijn vertaald en verzameld in 'De menseneetster'.

### Noordelijk Berbers
Omdat de noordelijke Berbertalen zo nauw aan elkaar verwant zijn, maar ook omdat het onderscheid tussen taal en dialect vaag en arbitrair is, zijn de meningen verdeeld over hoe het noordelijk Berbers onderverdeeld zou moeten worden. Eind jaren negentig begon de officiële Marokkaanse zender "RTM" met nieuwsuitzendingen in het Tarifit, Tassoussit en Tashalhiyt waarbij deze varianten werden aangeduid als dialecten. Stroomer (2002) onderscheidt daarentegen drie hoofdtalen in Marokko: Tarifit, Tamazight en Tashelhiyt (zie onder). De verwarring wordt vergroot door het feit dat 'Tamazight', traditioneel de naam voor het Midden-Atlas-Berbers, in toenemende mate wordt gebruikt als overkoepelende term voor de verschillende varianten.
Het noordelijk Berbers (Marokko en Algerije) kan onderverdeeld worden in vier hoofdtalen (Sadiqi 1998, Kossmann 1999, Stroomer 2002). Binnen die talen is veel dialectale variatie door de geografische afstand tussen verschillende gemeenschappen; volgens sommige schattingen kunnen we tot meer dan driehonderd kleinere dialecten onderscheiden. De vier hoofdtalen zijn:
- Tarifit, gesproken door 4 miljoen Riffijnen, dat zich uitstrekt van Larache tot Oujda, in het Rifgebergte in Marokko en als moedertaal van de meeste Imazighen in Nederland en België, die op hun beurt het grootste deel van de Marokkanen in Nederland en België uitmaken.
- Tamazight van de Midden-Atlas in Midden-Marokko, met 6 miljoen sprekers. De term 'Tamazight' wordt soms breder gebruikt tegenwoordig, in de zin van het hele Marokkaans-Berbers of zelfs het hele noordelijk Berbers. Ook twee kleine, mogelijk uitgestorven talen in Algerije worden Tamazight genoemd.
- Tashelhiyt in het zuiden van Marokko onder Marrakech, in de Atlas, boven Marrakech gesproken door negen miljoen mensen.
- Kabylisch (Taqbaylit), gesproken ten oosten van Algiers, Noord-Algerije, door ongeveer acht miljoen Kabylen. Dit is de taal van de voetballer Zinédine Zidane. Sinds mei 2007 is er een Wikipedia in het Kabylisch.[5]

## Geschiedenis

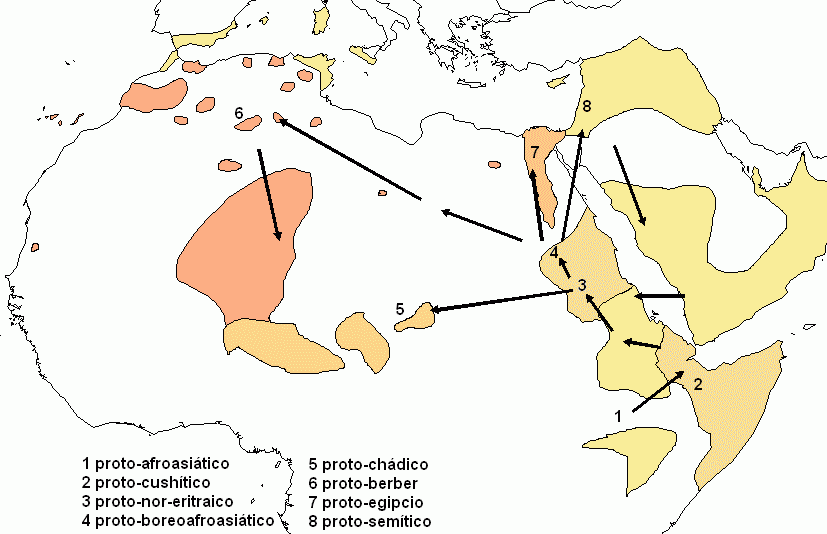
Kaart van de verspreiding van de Afro-Aziatische talen; Proto-Berbers wordt aangegeven met het cijfer "6".

De Berbers worden door een aantal historici niet als etnische groep gezien, maar als een taalkundige eenheid, want er zijn blonde en donkere Berbers, en zogenoemde "Joodse Berbers".
Volgens de taalkundigen kunnen de migratiepatronen van de oude volkeren ontdekt worden door de aftakkingen van de talen te onderzoeken. In overeenstemming met de indeling in de Afro-Aziatische talen waartoe Tamazight wordt gerekend wordt weleens gesteld dat de Imazighen uit de streek van Ethiopië geïmmigreerd zouden zijn.
In het 3e millennium v.Chr. verspreidden proto-Berbersprekers zich over een gebied van Egypte tot Marokko. In het laatste millennium v.Chr. ontstonden door een nieuwe expansie de Berbers die in Romeinse documenten vermeld worden. De laatste verspreiding vond plaats in het eerste millennium na Christus, toen de Toeareg, die nu over dromedarissen beschikten, naar de centrale Sahara trokken.

## Tegenwoordige positie van Berbertalen

### Marokko

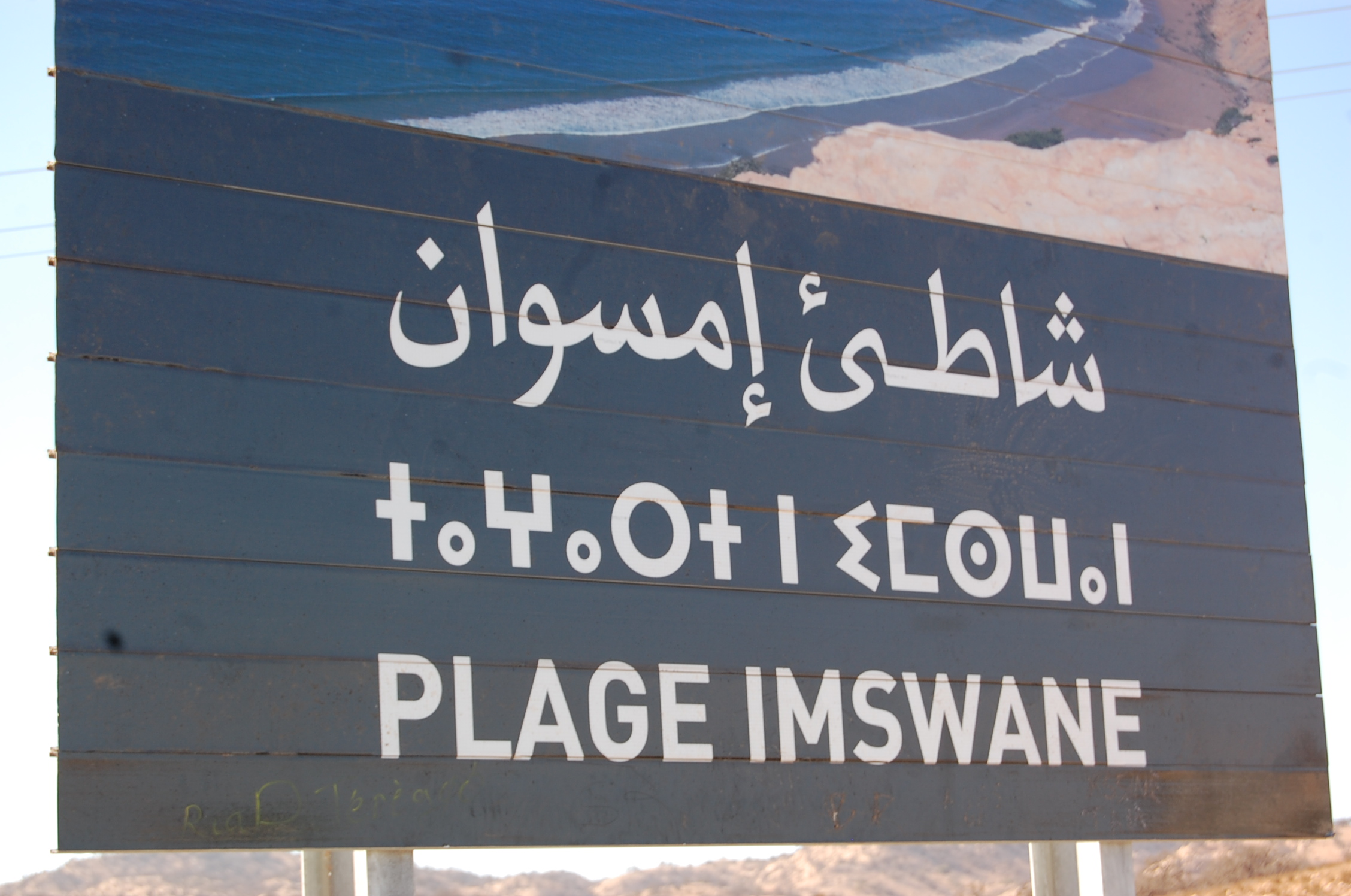
Drietalig bord (Arabisch-Berbers-Frans) in Marokko

In Marokko werd de taal pas in 2011 als officiële taal van het land erkend. In 2003 besloot de Marokkaanse overheid dat het Berbers op een beperkt aantal basisscholen zou worden onderwezen. Daarvoor was de taal verboden op scholen en staatsmedia. Er moest toen beslist worden in welk schrift het geschreven zou worden. Er werden drie schriftsoorten voorgesteld om te gebruiken voor het schrijven van het Berbers:
- Het Arabische schrift. (Gesteund door islamisten en meestal geweigerd door Berberse activisten)
- Het Latijns alfabet. (Gesteund door de meeste Berberse activisten en geweigerd door islamisten)
- Het Tifinagh. (Gesteund door sommige Berberse activisten)

De voorstanders van het Arabisch schrift stelden:
- Het Latijnse schrift is pro-Europees (pro-westers, pro-christendom).
- Het Latijnse schrift is een bedreiging voor het Arabisch.
- Er zijn al vanaf de 15e eeuw geschriften in het Tashelhiyt, in het Arabische schrift.
- Het Arabisch, dat in Marokko een officiële taal is, wordt in het Arabische schrift geschreven.
- Het Arabische schrift is pro-islamitisch.

De voorstanders van het Latijns schrift brachten daartegen in:
- Het Latijnse schrift is gebruikt door Berberse taalkundigen.
- Het Latijnse schrift is handig om het Berbers te ontwikkelen en te onderwijzen voor kinderen en volwassenen.
- Het Frans, dat in Marokko een bevoorrechte taal is, gebruikt ook het Latijnse schrift.

De islamitische partijen en de arabisten gaven de voorkeur aan het Arabische schrift, terwijl de Berberse organisaties de voorkeur aan het Latijnse schrift gaven, omdat die laatste schrijfwijze internationaal gebruikt werd. Uiteindelijk besloot men om het Berbers in het Tifinagh te onderwijzen.
Het Koninklijk Instituut voor de Berberse Cultuur in Marokko koos het Tifinagh als het schrift voor de taal. Aanvankelijk gaven 14 leden hun stem voor Tifinagh, 13 voor het Latijnse schrift en 5 voor het Arabische schrift. Na deze stemming bleven het Tifinagh en het Latijnse schrift over als kandidaten. Uiteindelijk werd de voorkeur aan Tifinagh gegeven, mogelijk door een vrees voor politieke onrust mocht er het Latijnse alfabet gekozen worden.
De recente ontwikkelingen hebben ervoor gezorgd dat de positie van het Berbers in Marokko versterkt is. Het grondwetsreferendum van 1 juli 2011 voorzag in een officiële status van het Tamazight.

### Algerije
In Algerije is het Berbers een nationale taal, vanaf januari 2016 ook met een officiële status.

## Grammatica
In 1929 legde André Basset de grondslagen voor vergelijkende taalkunde van het Berbers met zijn boek over het werkwoord in verschillende varianten van het Berbers. Sindsdien zijn er veel studies verschenen waarin verschillende Berbertalen op een bepaald onderdeel van de taal met elkaar vergeleken worden.
Van de meeste Berbertalen is echter nog geen uitgebreide beschrijving of grammatica verschenen. Een paar van de uitzonderingen zijn:
- Het Toeareg dialect van Ahaggar, waarvan in 1973/74 een vierdelige grammatica verscheen van de hand van Karl Prasse
- Het Toeareg dialect van Burkina Faso ('Tamasheq'), beschreven door Sudlow (2001)
- Maarten Kossmanns beschrijvingen van het Figuig uit Oost-Marokko (1997) en het Riffijns (2000)
- De Kabylische grammatica's van Rabdi (2004) en Naït-Zerrad (2001)

Van de wat betreft aantal sprekers belangrijke variant Tashelhyt is nog geen beschrijvende grammatica verschenen.
Het gebrek aan taalbeschrijvingen maakt het moeilijk om taalvergelijkend onderzoek te doen en is een van de redenen waarom men nog niet tot een algemeen aanvaarde subclassificatie van de Berbertalen gekomen is.

### Mannelijke en vrouwelijke woorden
Vrouwelijke woorden hebben als kenmerk dat er zowel aan het begin van het woord als aan het eind een t wordt toegevoegd.
Voorbeeld:
| Mannelijke vorm       | Vrouwelijke vorm                     |
| --------------------- | ------------------------------------ |
| arya/argaz (man)      | tamghart (vrouw)                     |
| itri (ster)           | titrit (sterretje, vrouwelijke ster) |
| awar (woord, praatje) | tawalt (woordje, praatje)            |

### Meervoud
Het meervoud kan als volgt worden gevormd:
- aan het begin van het woord wordt de a vervangen door de i
- aan het eind van het woord wordt en of an (bij mannelijke woorden) of in (bij vrouwelijke woorden) toegevoegd.

Bij vrouwelijke woorden vervalt hierbij de t aan het eind van het woord. De t aan het begin van het woord blijft staan.
Voorbeeld:
| Enkelvoud                  | Meervoud                      |
| -------------------------- | ----------------------------- |
| aryaz/argaz (man)          | iryazen/irgazen (mannen)      |
| afus (hand)                | ifassen (handen)              |
| ifri (grot, tunnel)        | ifran (grotten, tunnels)      |
| Tamazight (Berberse vrouw) | Timazighin (Berberse vrouwen) |

Er zijn meerdere manieren om het meervoud te vormen en er zijn ook heel wat uitzonderingen, wat het voor anderstaligen moeilijk maakt de taal te leren.

### Algemeen
- Appleyard, Joseph R. (1971) 'The Berber Languages', in Hodge, Carleton T. (ed.) Afroasiatic: A Survey ("Reissue of six articles from Current trends in linguistics, vol. 6 and one from vol. 7.") Den Haag: Mouton, pagina's 96–104.
- Basset, André (1929) La langue berbère. Morphologie. Le verbe. Étude de thèmes. Parijs: Leroux.
- Basset, André (1952) La langue berbère. Londen: Oxford University Press.
- Chaker, Salem (1995) Linguistique berbère: études de syntaxe et de diachronie. SELAF no. 353. Parijs: Peeters.
- Ibn Khaldoun (2004), Al-Muqaddima, De Inleiding, Damascus: Dar Yarib.
- Kossmann, Maarten (1999) Essai sur la phonologie du proto-berbère. Keulen: Rüdiger Köppe Verlag.
- Naït-Zerrad, Kamal (1998) Dictionnaire des racines berbères (formes attestées). Parijs/Leuven: Peeters.
- Sadiqi, Fatima (1998) Berber languages/dialects: Analysis of mutual intelligibility (Notes and Records nr. 6). Kaapstad: Communications of The Centre for Advanced Studies of African Society.
- Stroomer, Harry (2002) In de schaduw van het Arabisch: over niet-Arabische talen en culturen in Noord-Afrika en het Midden-Oosten. Inaugurele rede Universiteit van Leiden.

### Grammatica's
- Kossmann, Maarten G. (1997) Grammaire du parler berbère de Figuig (Maroc oriental) (SELAF no. 364). Parijs/Leuven: Peeters.
- Kossmann, Maarten G. (2000) Esquisse grammaticale du rifain oriental (SELAF no. 387).
- Naït-Zerrad, Kamal (2001) Grammaire moderne du kabyle = Tajerrumt tatrart n teqbaylit. Parijs: Karthala.
- Prasse, Karl (1972-1793) Manuel de grammaire touarègue (tahaggart). Copenhagen: Éditions de l'Université de Copenhague.
- Quitout, Michel (1997) Grammaire berbère (rifain, tamazight, chleuh, kabyle). Parijs: L'Harmattan.
- Rabdi, Larbi (2004) Le parler d'Ihbachen (Kabylie Orientale-Algérie): esquisse phonologique et morphologique (Berber studies, deel 7). Keulen: Rüdiger Köppe Verlag.
- Sudlow (2001) The Tamasheq of North-East Burkina Faso: notes on grammar and syntax including a key vocabulary. Keulen: Rüdiger Köppe Verlag.